# Winston Anglin
Winston Anglin (né le 27 août 1962 en Jamaïque et mort le 5 septembre 2004 à Discovery Bay) est un footballeur international jamaïcain, qui évoluait au poste de milieu de terrain.

## Biographie

### Carrière en sélection
Avec l'équipe de Jamaïque, il joue 37 matchs entre 1987 et 1993. 
Il figure dans le groupe des sélectionnés lors des Gold Cup de 1991 et de 1993.
Il joue 13 matchs comptant pour les tours préliminaires de la coupe du monde, lors des éditions 1990 et 1994.
Il est mort dans un accident de la route en Jamaïque.